# La dolcissima Dorothea
La dolcissima Dorothea (Dorothea's Rache) è un film del 1974 diretto da Peter Fleischmann.

## Trama
Una diciassettenne si dedica, insieme ad amici di entrambi i sessi, a registrare filmati di sesso esplicito; alla fine, sentendosi insoddisfatta dei giochini lesbici condotti con le amiche, decide di entrare nell'hard core.